# Carlo Biagi
Carlo Biagi (ur. 20 kwietnia 1914 w Viareggio, zm. 16 kwietnia 1986 w Mediolanie) – włoski piłkarz grający na pozycji pomocnika.

## Kariera klubowa
Biagi rozpoczął karierę w 1930 roku w FC Esperia Viareggio. W 1933 roku przeszedł do AC Prato, a rok później wrócił do Viareggio. W 1935 roku trafił do Pisa Calcio, a w 1936 przeniósł się do SSC Napoli. W klubie tym 27 września 1936 zadebiutował w Serie A (rywalem był Juventus Turyn, który wygrał 1:0). W 1940 roku zakończył karierę.

## Kariera reprezentacyjna
Biagi rozegrał 4 mecze w reprezentacji Włoch, wszystkie podczas igrzysk olimpijskich w 1936, i strzelił 4 gole (wszystkie w meczu z reprezentacją Japonii wygranym 8:0). Włosi zdobyli na tych igrzyskach złoty medal.